# Венецуела на Светском првенству у атлетици у дворани 2022.
Венецуела је на 18. Светском првенству у атлетици у дворани 2022. одржаном у Београду од 18. до 20. марта учествовала седми пут. Репрезентацију Венецуеле представљалe су 3 такмичара (1 мушкарац и 2 жене) који су се такмичили у 3 дисциплине (1 мушка и 2 женске).,
На овом првенству Венецуеле је са 1 златном медаљом делила 14. место..
У табели успешности према броју и пласману такмичара који су учествовали у финалним такмичењима (првих 8 такмичара) Венецуела је са 2 учесника у финалу делила 22. место са 12 бодова.
| Плас. | Земља     | 1. место | 2. место | 3. место | 4. место | 5. место | 6. место | 7. место | 8. место | Бр. финал. | Бод. |
| ----- | --------- | -------- | -------- | -------- | -------- | -------- | -------- | -------- | -------- | ---------- | ---- |
| =22.  | Венецуела | 1        | 0        | 0        | 0        | 1        | 0        | 0        | 0        | 2          | 12   |

## Учесници
| Мушкарци: - Дејвид Вивас — 60 м | Жене: - Yoveinny Mota — 60 м препоне - Јулимар Рохас — Троскок |

## Освајачи медаља (1)

### Злато (1)
- Јулимар Рохас — Троскок

## Резултати

### Мушкарци
| Атлетичар    | Дисциплина | Лични рекорд | Квалификације | Квалификације | Полуфинале | Полуфинале | Финале               | Финале       | Детаљи |
| Атлетичар    | Дисциплина | Лични рекорд | Резултат      | Место         | Резултат   | Место      | Резултат             | Место        | Детаљи |
| ------------ | ---------- | ------------ | ------------- | ------------- | ---------- | ---------- | -------------------- | ------------ | ------ |
| Дејвид Вивас | 60 м       | 6,63 НР      | 6,69(.683) КВ | 3. у гр. 6    | 6,79       | 6. у гр. 2 | Није се квалификовао | 19 / 43 (50) |        |

### Жене
| Атлетичарка   | Дисциплина | Лични рекорд | Квалификација   | Квалификација | Полуфинале      | Полуфинале | Финале                     | Финале      | Детаљи |
| Атлетичарка   | Дисциплина | Лични рекорд | Резултат        | Место         | Резултат        | Место      | Резултат                   | Место       | Детаљи |
| ------------- | ---------- | ------------ | --------------- | ------------- | --------------- | ---------- | -------------------------- | ----------- | ------ |
| Yoveinny Mota | 60 м       | 8,12 НР      | 8,05 кв, НР, ЛР | 4. у гр. 3    | 7,99 кв, НР, ЛР | 3. у гр. 2 | 8,05 НР, ЛР                | 5 / 41 (45) |        |
| Јулимар Рохас | Троскок    | 15,67 о      |                 |               |                 |            | 15,74 СР, РСП, ЈАР, НР, ЛР |             |        |